# 3215 Lapko
3215 Lapko је астероид главног астероидног појаса чија средња удаљеност од Сунца износи 3,122 астрономских јединица (АЈ).
Апсолутна магнитуда астероида је 12,1.